# ガセネタ (バンド)
ガセネタは、日本のロックバンド。

## 概要
ガセネタは、園田佐登志主宰の明治大学・現代の音楽ゼミナールに出入りしていた山崎春美（Vo/後にTACO）、浜野純（g/元連続射殺魔、後に不失者）、大里俊晴（b/後にTACO他）の3人によって1977年9月に結成された。ドラムスには村田龍美、高野勉、乾純（後にザ・スターリン）、佐藤隆史（吉祥寺マイナー店主/ピナコテカレコード主宰）らが入れ替わるように加わっている。自称「最後のハードロックバンド」「禁治産階級のバンド」。1978年に32歳で夭折した音楽評論家の間章は「このバンドの為なら何でもする」と晩年に語った。
同メンバー（山崎＋浜野＋大里）による別名義バンドに「ガセネタの荒野」「かつお」「て」「こたつで吠えろ」「しゃけ」「テテ」「世界の果てにつれてって」「アナルキス」「がせねた」などがある。「雨上がりのバラード」「父ちゃんのポーが聞こえる」「宇宙人の春」「社会復帰」以上たった4曲のレパートリーで大学構内や学園祭、吉祥寺マイナーなどのライブハウスでゲリラ的に活動を行った。1979年3月30日解散。
活動当時は音源を一切リリースせず、解散から13年後の1992年に大里俊晴が発表したガセネタの伝記的小説『ガセネタの荒野』（洋泉社）に対抗して山崎春美が1stアルバム『SOONER OR LATER』（遅かれ早かれ）をPSFレコードから1993年にリリース、これがガセネタの初音源となる。2011年には『ガセネタの荒野』（月曜社）の復刊にあわせて、山崎春美＋佐藤薫監修の10枚組BOX『ちらかしっぱなし-ガセネタ in the BOX』がディスクユニオンからリリースされた。
2015年には大里俊晴の7回忌にあわせて36年ぶりに再結成されるが、新録アルバム発売直前の2018年10月23日に山崎春美がX（旧Twitter）を通じてメンバーや関係者に相談せず、ガセネタを独断で解散したと発表した。その後、computer fight＋山崎春美名義での散発的なライブを経て、2025年よりガセネタの活動を再開した。 

## メンバー
- 山崎春美（ヴォーカル/→TACO）
  - 解散時20才[12]。TACOの主宰者。ガセネタではヴォーカル、痙攣、作詞を全4曲ともに担当。高杉弾が創刊した伝説的自販機本『Jam』『HEAVEN』編集部に在籍し、雑誌『宝島』周辺で一躍時の人となる。ガセネタ結成以前は大阪を拠点としており、阿木譲主宰の音楽雑誌『ロック・マガジン』に美文を執筆し、天才少年として注目された[1]。しかし、その散文詩的で叙情的な美しい歌詞とは裏腹に、山崎のパフォーマンスはひたすら全身を震わせ、手足をばたつかせ、もんどり打って倒れ、その場で痙攣しながら歌ならぬ歌を機関銃のような早口で喚き散らすといった余りに過剰なもので[1]、この痙攣タコダンスは山崎の代名詞となる。元TACOの後飯塚遼（東京理科大学教授）は「痙攣とかひきつりとか失神とかだよね。音も、ステージも。ちっちゃい子供が“かんのむし”を起こす感じ」と山崎のステージを回想している[21]。
  - ガセネタ解散後は、不定形ユニットのTACO（タコ）[注 4]を1980年に結成。メンバーを固定せず、無計画流動的に集散を繰り返しながら、ステージ上で自傷する「自殺未遂ライブ」や日比谷野外音楽堂で開催されたアンダーグラウンド・ロックイベント「天国注射の昼」を首謀し、1980年代前半の自主制作音楽シーンに多大な影響を及ぼした。
  - TACOの解散後、長らく表舞台から退いていたが、2010年代に入り活動を本格的に再開し、2015年11月に行われた大里俊晴の7回忌ライブ「SHINDACO～死んだ子の齢だけは数えておかねばならない」よりバンド編成で36年ぶりにガセネタの活動を再開する[22]。なお山崎は後年、自身のバンド活動を振り返り「“タコ”はバンドではない。自分が参加したバンドは“ガセネタ”だけだ」と述懐している[23][24]。
  - 2018年10月23日、ライブ後に更新した自身のX（旧Twitter）で「諸事情も含め今後の見通しについても、そして人間として何もかもアホらしくなった」のを理由に解散を突然表明して活動休止に入る[18]。奇しくも最後のライブを行った10月21日は蛭子能収の誕生日にして山崎春美やPhewをデビューさせた阿木譲（雑誌『ロック・マガジン』編集長）の命日であった。

### 解散時に在籍していたメンバー
- 浜野純（ギター/→不失者）
  - 解散時18才[12]。元連続射殺魔、後に灰野敬二の不失者にベーシストとして参加。
  - 本人曰く「生傷が耐えなかった」[25]という性急で凶暴なギター演奏は「クスリ臭いギター」と評され、吉祥寺マイナーに出入りしていたJOJO広重やECDなどアンダーグラウンドなミュージシャンにも多大な影響を与えた[26][27][28]。また不失者では大音響のベースを弾いてライブハウスの壁を倒壊させたという伝説もある[25]。こうした浜野の演奏について後に現代音楽研究家となる大里俊晴も「どうして一本のギターから、六本しかない弦から、十本しかない指で、彼があんな音を引き出すことが出来たのか今でも不思議で堪らない」と評している[1]。ちなみに大里俊晴著『ガセネタの荒野』によれば、浜野はギターの弦では一番太いものを張っており、さらに六弦にはベース用の弦を張っていたといわれている[1]。また浜野はプリンスが愛用していたマッドキャットというギターを使っており、基本的にテレキャスター・モデルしか使わなかった。前掲書によれば「フェンダーの中でも、最も“遊び”の少ないギターだったから」とのこと[1]。当然、浜野の両手が過激な演奏で血に染まるのは日常茶飯事であった[1][26]。後期ドラマーの佐藤隆史（吉祥寺マイナー店主）は次のように証言している[29]。ガセネタの練習ってすごいきびしくてね。やっぱ、許してくれないの。果てるまでやらなきゃ、許してくれない。気を抜くとねぇ、みんなに罵倒される。うまいかどうかじゃなくてもう、全力疾走で、できなくなるまでやれ！って感じで。
必ず血だらけになってたよ。浜野も手が血だらけになるし、大里も椎間板ヘルニアになっちゃったし、俺もヘトヘトになって手からやっぱ血出すまでやるって感じ。そこまでやらないと、許してくれない。山崎とか、その辺ヘラヘラしてるけど、浜野はきびしかったな。それはそれはストイックでしたよ。
  - 大里いわく、浜野はたいへん早熟な天才美青年であったようで、わずか10代半ばにして「削ぎ落とすんだよ。削ぎ落として、削ぎ落として、残った骨だけがぼおっと光っていればそれでいいんだ」と語ったことでも知られる[1]。これは過剰と速度で1970年代末を駆け抜けたガセネタの精神性を象徴する言葉となった。なお浜野は後にガセネタ時代を振り返って「アングラってさ、伝説になりやすいんだよ」「伝説とかいっても、ガセネタを実際に観た人は、30人いないんじゃないか」と自嘲気味な皮肉まじりの回想を行っている[25]。
  - 1992年、ガセネタの1stアルバム『SOONER OR LATER』のリリースにあたって、明治大学・現代の音楽ゼミナールを主宰していた園田佐登志が浜野に音源化の許諾を求めたところ、遠い過去の話でしかなかったのか「（ガセネタに）自分が関わっていたとは最早、思えなくなっている」として印税の受け取りを辞退する旨の手紙を園田に出している[30][31]。
- 大里俊晴（ベース/→TACO）
  - 解散時21才[12]。ガセネタの伝記的小説『ガセネタの荒野』著者。ガセネタ解散後、TACOにギタリストとして参加。
  - 早稲田大学文学部卒業後、パリ第8大学で現代音楽の美学を学び、ダニエル・シャルルに師事する[注 5]。芸術研究科修士課程および研究課程修了後、1998年から横浜国立大学教育人間科学部助教授に就任。2009年に他界するまで「ガセネタ」「TACO」の音源を30年間所蔵した[21]。
  - 1992年『ガセネタの荒野』の上梓にあたってガセネタ結成のきっかけを作った園田佐登志に「この本は、園田さんへの僕からの最終返答だと思って下さい。僕の言うべきことはこれで総てです。僕はもう二度とガセネタについて発言することはないでしょう」という旨の手紙[33]を送ったのち沈黙を貫き通し、2009年に逝去。同書が生前唯一の単著となった。
  - 2005年に横浜国大が実施したインタビューでは前述の経緯もあり、「ガセネタ」など具体的な固有名詞こそ挙げなかったものの、当時の音楽活動について次のように述懐している[34]。ハードロックを極限まで煮詰めていったらどうなるかということをやっていて、自分でも、もう触れたくないほどハードな生活でした。それは、昔、熱愛してた彼女をもう思い出したくも会いたくもない、みたいな感じです。ただそこで、ロックのパッションみたいなものはしぼり出しちゃったので、もうこの方向ではあまり先へ行けないなという気になっていたんです。でも勉強だとまだいける気がして、そっちへ向かったんです。
  - パートナーの渡邊未帆は「やり残したことは?」と晩年の大里に尋ねたところ、彼はこう答えたという。「ない。ガセネタで全部やった。ガセネタが終わって、全部終わった。あとは、ただの生活だった」[注 5]。また亡くなるおよそ1か月前、渡邊が病室で「最期に山崎春美さんと浜野純さんに会いたい?」と尋ねたとき、彼はこう答えた。「初恋の人が老けた姿なんて見たくない」[35]。生前最期の言葉は「ガセネタは凄いバンドだった。あんなバンド、ない」「ジミ・ヘンはここで死なない」[36]。
  - 生前は非常にシャイな性格だったとされ[37]、いつも黒いサングラスにチューリップハットをかぶり、観客の背後を向いて演奏を行っていた。元TACOの白石民夫は「ガセネタで唯一事務能力のある人間。俺は天才と称される人間よりは、それを支えて、きちんとたたせてやってる人のほうが優れている人間だと思う。それに彼は官僚的でないでしょ。事務能力があって、官僚的でないって、大変なことだと思う」と評している[38]。
- 佐藤隆史（ドラムス/→ピナコテカ）
  - 初代ガセネタのメインドラマー（後期）
  - 解散時23才[12]。かつて吉祥寺に存在した伝説のライブ喫茶「吉祥寺マイナー」店主。当時居場所のなかったガセネタに演奏の場を提供したことで、ガセネタ末期のライブは、佐藤が企画したマイナーによるシリーズコンサート「うごめく・気配・きず」で行われた[39]。
  - 1955年、香川県生まれ。高校中退後、絵の勉強をするため上京。その後、ジャズピアニストの山下洋輔に私淑しピアノを始める。ジャズ喫茶でのアルバイトを経て、1978年3月7日にフリー・ミュージック・スペース「吉祥寺マイナー」を開店する。
  - ガセネタは1979年3月30日のライブ「うごめく・気配・きず」を最後に解散。その後は「愛欲人民十時劇場」「剰余価値分解工場」などのイベントを主催し、この時にマイナーに集まった有象無象の連中が後にTACOに発展した。しかし度重なる赤字計上と騒音問題などでマイナーは1980年9月28日に閉店。ほどなくインディーズレーベル「ピナコテカレコード」を発足させ、1983年にはTACOの1stアルバム『タコ』（山崎春美、大里俊晴、坂本龍一、町田町蔵、遠藤ミチロウ、佐藤薫、ロリータ順子らが参加した自主制作盤史上に残る伝説的名盤）をリリースした。
  - 大里によれば、佐藤は何でもそつなくこなしてしまう天才肌の持ち主で、一度も触ったことがない楽器でもすぐにマスターしたという[1]。また大きめのエレキピアノをばらばらに分解して小型のポータブル型に改造するなど修繕や修理も得意で、他にも絵画や文筆、現像、配管工事、はんだ付け、複雑怪奇な和文タイプライターの打ち込みまで何でも広くこなした[1]。しかし、その佐藤が唯一できなかったことが皮肉にも喫茶店のマスターだったという[1]。なぜなら彼は昼夜関係なく40数時間起き続け、その後20数時間ぶっ通しで寝るという体内時計に逆らった不規則な生活を送っており、定期的に喫茶店を開店することが事実上不可能だった為である[1]。その後、起こされるのが嫌になった佐藤は電話を押入れの奥にしまってしまい、彼の寝坊でライブを一方的にキャンセルされたパンクスたちは壁のチラシをびりびりに破いてドアに「死ね」と落書きをして帰っていったという[1]。大里いわく「エキセントリックなところのまるで無い、それでいてとても不思議な人間」とのこと[1]。佐藤と吉祥寺マイナー周辺については『ガセネタの荒野』『地下音楽への招待』『EATER'90s インタビュー集: オルタナティブ・ロック・カルチャーの時代』に詳しい。

### 元メンバー
- 村田龍美（ドラムス）
  - 初代ガセネタのメインドラマー（前期）
  - 浜野の高校時代の同窓生という縁からドラムスを引き受ける[1]。タイトでクリアーな音が出せ、大里曰く「とても素晴らしいドラマー」であったが、同時に「普通の考えを持った、只の常識人」でもあったようで、特に機材運びを全く手伝おうとしない山崎や浜野に対しては「お前らクズだよ」と言い放つなど心底軽蔑しきっていたという[1]。その後、大学入試の受験勉強が本格化したのを機にガセネタを脱退した[1]。なお1978年に明治大学和泉校舎で録音され、1993年にリリースされた1stアルバム『SOONER OR LATER』でのドラムスは村田が担当している。
- 高野勉（ドラムス）
  - 1978年8月末から9月初旬の数日間のみ参加した謎の人物。
  - 『ガセネタの荒野』には高野についての言及がなく、メンバーの中では最も影が薄い。
- 乾純（ドラムス/→ザ・スターリン）
  - 1978年9月23～24日にかけて東映所沢撮影所で行われた現代音楽コンサート「逆転する24時間」で一度だけドラムスを担当した。ガセネタ解散後は、遠藤ミチロウ率いる自閉体とザ・スターリンの初代ドラマーとして活躍する。2015年のガセネタ再結成後は、2018年の再解散まで一貫してドラムスを務め上げた。乾のエピソードについては『ガセネタの荒野』に詳しい。
- 亀川千代（ベース）
  - 元ゆらゆら帝国、後に不失者に参加。
- 田畑満（ギター）
  - 元ボアダムス、後にAcid Mothers Templeに参加。

### その他
- 園田佐登志（共同作業者）
  - 明治大学・現代の音楽ゼミナール主宰者。吉祥寺マイナー周辺のミュージシャンとも交流を持ち、ガセネタ＋園田佐登志による即興バンド「アナルキス」ではボーカル、ギター、尺八を担当した[5]。なお明治大学和泉校舎で録音されたガセネタの1stアルバム『SOONER OR LATER』や10枚組BOX『ちらかしっぱなし-ガセネタ in the BOX』の大部分のテイクは園田が提供したものである[40]。園田については『ガセネタの荒野』に詳しい。
- 千川新（ギター）
  - computer fightのギタリスト。2025年に再々始動した新生ガセネタのギター担当[20]。ガセネタを自身の音楽的ルーツとして繰り返し言及しており、演奏スタイル、録音方法、音楽観に至るまで強い影響を受けている[41]。

## 楽曲一覧
ガセネタの持ち曲は、たった4曲しかなかった。
1. 雨上がりのバラード
（作詞：山崎春美[42] / 作曲：浜野純）
2. 父ちゃんのポーが聞こえる
（作詞：山崎春美[43] / 作曲：浜野純）※Tangerine Dreamのカバー[44]
3. 宇宙人の春
（作詞：山崎春美[45] / 作曲：浜野純）
4. 社会復帰
（作詞：山崎春美[46] / 作曲：大里俊晴）

このうち浜野純が作曲した「父ちゃんのポーが聞こえる」は、ガセネタの代表曲に位置づけられる。1stアルバム『SOONER OR LATER』では、スタジオ録音版が最終トラックとして収録されたほか、1979年3月30日に吉祥寺マイナーで行われたラストライブでも“最後の曲”として本曲が演奏され、ガセネタの終幕を象徴するナンバーとなった。
当初、浜野は最初の2曲のうち「これのどっちにするかだな」と言いながら両方を弾き、「いや、こっちはダメだ。これしかない」と、2曲目を選んだ。しかし、その2曲目は、比較的ロック要素を持っていた1曲目と比べてもリフがひとつあるのみで、インプロヴィゼーションの要素が強く、極めて簡素な構成であった。山崎は顧みられなかった1曲目に同情し、「雨上がりのバラード」と勝手に命名した。曲調とは一致しないこの名称について「どこがバラードなんだ」と浜野から指摘を受けたものの、山崎は「2曲しかないレパートリーの『勝負の分かれ目』みたいな『ガセネタのテーマ』曲にくらべて、おちゃらけた付け足しみたいなあつかわれようは、充分、泣きが入るところだ」としている。なお、2曲目については、紆余曲折の末に浜野によって「父ちゃんのポーが聞こえる」という正式な題名を与えられたものの、曲名で呼ぶことは一切なく、実際には「1曲目」「2曲目」という呼称が通称として用いられ続けた。工藤冬里は2曲目について「僕は、加速に焦点を与えたこの『父ちゃんのポーが聞こえる』という1曲だけでガセネタはいいと思っている。ドラムとベースが遅れ続けることによってしか曲をひきのばせなかったとしても」と評している。
その後、山崎が不満を言い続けたことで、浜野は「わかったよ。ロックっぽいのを作ってやったから感謝しろ」と3曲目を持ってきた。これが明確に曲らしい構成をもった楽曲であったため、山崎は喜び、その日のうちに歌詞をつけて「宇宙人の春」と命名した。後年、山崎はガセネタで一番の名曲についてインタビューで訊かれた際に、持ち曲として「宇宙人の春」を挙げている。
さらに大里俊晴が4曲目を持ち込み、これをもってガセネタの曲作りは終わった。この曲に対して山崎は、作曲者のイメージを尊重して「社会復帰（リハビリテーション）」と命名している。当時、大里は立って演奏することに強いこだわりを持っていたが、椎間板ヘルニアを患い、演奏中に倒れ込むこともしばしばだった。大里は「バンドの機材を運ぶのに、お前らが全然やらないから腰を痛めた」と山崎らに繰り返し語ったが、それでも本人はコルセットを着けたまま立ってベースを弾いた。その姿を見た浜野と山崎が「なかなかカッコいい。凛々しい」と口々に賞賛すると、大里は「血も涙もない奴らだ」と返して笑っていたという。
後に大里は『ガセネタの荒野』で「これで全部だ。4曲ある。4曲もあった、というべきだろう」と述べている。

## ディスコグラフィ

### アルバム
- 『SOONER OR LATER』（1993年）
  - 1978年春に明治大学で行われたスタジオ・セッションおよびライブ音源を収録した1stアルバム。1993年にインディーズレーベル「PSFレコード」からリリースされた。企画は生悦住英夫（モダーンミュージック店主/PSFレコード主宰者）と山崎春美が担当した。本CDは長らくガセネタ唯一の音源として流通し、2011年にBOXセットが発売されるまで唯一の作品となっていた。現在もガセネタにおける唯一のスタジオ・アルバムとなっている。
  - 本作のリリースは、1992年に大里俊晴の自伝的小説『ガセネタの荒野』（洋泉社）が刊行されたことを契機として本格始動した。当初、山崎は同書の内容に関連して意見を述べる名目で、当時リクルートに勤務していた天野秀起（後にミュージックマイン代表取締役CEO）を自宅に呼び出したが、実際には自身の著書出版についての相談が主目的であった。同時期に生悦住が、ガセネタの音源をCD化したいと申し出たことにより、リリース計画が具体化した。しかし、制作の過程で山崎と生悦住の間に意見の相違が生じ、交渉は一時難航した。最終的には、天野が両者の調整役を務める形で介入し、当初の計画通りPSFレコードからのリリースとして実現した[6]。
  - 収録内容は「雨あがりのバラード」4テイク、「父ちゃんのポーが聞こえる」2テイク、「宇宙人の春」2テイク、「社会復帰」1テイク、その他2テイク、以上11テイク。本作に収録された音源は、主にふたつの録音から構成されている。ひとつは明治大学和泉校舎学生会館1階の売店前にあった階段踊り場に設けられた仮設スタジオにおいて不失者のベーシストであった小沢靖がマイクセッティングを担当し、オープンリール式テープレコーダーで録音したスタジオ音源であり、もうひとつは明治大学記念館で園田佐登志が主催したコンサート「Free Music Space」における演奏をナカミチ製カセットデッキで録音したライブ音源である[5][31]。このうち前者は、園田が主宰する自由音楽共同体「Free Music Community」（通称：FMC）と「第五列」[注 9]の共同レーベルから1979年2月にカセットテープをリリース予定だったが実現せず[5][31][50][51]、1982年には佐藤薫が主宰するカセットレーベル「スケーティング・ペアーズ」からの音源リリースが予定されるが、これも実現しなかった[52]。
  - その後、前述したような経緯を経て、上記の音源が大半を占める本CDの企画が山崎の主導で進められ、大里の了解を得られぬままリリースが強行された[5][31]。このリリース経緯は、その強引さから業界内でも波紋を呼び、あるレコード会社の関係者は「快挙なんだか、暴挙なんだか」と苦笑したという[53]。
  - ジャケットは江夏豊の逮捕記事を転載したもの[54]。帯には大里俊晴著『ガセネタの荒野』と本CDが無関係であることを促す「類似品注意」の断り書きがある。現在廃盤。
- 『ちらかしっぱなし-ガセネタ in the BOX』（2011年）
  - 2011年7月20日、ディスクユニオンのレーベル「SUPER FUJI DISCS」よりリリース。1977年夏のごく初期から1979年3月30日解散前夜まで、時期や参加メンバーによって「こたつで吠えろ」「て」「ガセネタの荒野」「アナルキス」など名前を変えながら行なった様々なライブや練習スタジオのカセット一発録音を山崎春美と佐藤薫の監修のもと、8枚のCD（Disk1～8）に収録。「雨上がりのバラード」26テイク、「父ちゃんのポーが聞こえる」27テイク、「宇宙人の春」17テイク、「社会復帰」11テイク、その他11テイク、以上670分92テイク収録。これに加えてサイケデリック・ロックバンド「HIGH RISE」のメンバー（成田宗弘、南條麻人、氏家悠路）に山崎春美と町田町蔵が加わった1985年のライブ音源（他）をDisk-9に、さらにMOODMANによる2011年ガセネタ・スピード・ミックス盤を附した10枚組。番外編CDとして1977年の初期セッション「こたつで吠えろ!」を先着特典付。
  - このBOXセットについてラストライブのオーディエンス音源を提供したJOJO広重は「吉祥寺マイナーや雑誌『HEAVEN』などとイメージがつながることから、もっともっと禍々しいものをイメージしていたが、このCD-BOXはとてもすがすがしいものを感じた。一級の資料集であり、バンドの記録であるとともに、ひとつの時代の記録にもなっている。バンドとはなんなのか、ある種の解答がここにある気がする」と評した[55]。
- 『グレイティスト・ヒッツ』（2011年）
  - 既発音源を再編集したベスト・アルバム。「雨上がりのバラード」3テイク、「父ちゃんのポーが聞こえる」3テイク、「宇宙人の春」3テイク、「社会復帰」3テイク、その他2テイク、以上14テイクを収録。
- 『GASENETA LIVE 2018.04.25』（2018年）
  - ガセネタ結成40周年と大里俊晴没後9周年を記念して発売された再結成後初の新録アルバム。2018年4月25日に新宿LOFTで行われたライブ「ガセネタだけ（他なし）2018」を収録したもので、演奏者は山崎春美（Vo）、亀川千代（Ba）、田畑満（Gt）、乾純（Dr）の4人。ジャケットデザインとロゴデザインは宇川直宏が担当した。「雨上がりのバラード」3テイク、「父ちゃんのポーが聞こえる」1テイク、「宇宙人の春」4テイク、「社会復帰」3テイク、以上11テイクを収録[56]。

### シングル
- 『ガセネタ』（2017年）
  - 「雨上がりのバラード」「父ちゃんのポーが聞こえる」「宇宙人の春」「社会復帰」以上4曲しかないレパートリーからそのベスト・トラックを収録したアナログ7インチEP。
- 『ガセネタ GASENETA』（2018年）
  - フィンランドのEktro Recordsから発売されたアナログ12インチEP。『ちらかしっぱなし-ガセネタ in the BOX』から厳選した11曲と、BOXセット制作後に発見されたテープ[注 10]から1978年11月3日の日芸ライブより「父ちゃんのポーが聞こえる」未発表テイクを収録。黒盤と黄盤の2種類あり。
- 『雨上がりのバラード／社会復帰』（2018年）
  - アルバム『GASENETA LIVE 2018.04.25』から2曲を収録したアナログ7インチEP。
- 『父ちゃんのポーが聞こえる／宇宙人の春』（2018年）
  - アルバム『GASENETA LIVE 2018.04.25』から2曲を収録したアナログ7インチEP。

### 未発表音源テープ・映像
1. 1978年11月3日：日大芸術学部LIVE
2. 1978年11月3日：日大芸術学部LIVE
3. 1978年11月4日：日大芸術学部LIVE（インストゥルメンタル）
4. 1978年11月5日：早稲田大学LIVE（リハーサル）
5. 1978年11月5日：早稲田大学LIVE（8ミリフィルムでも撮影）

3番目のトラックは、ヴォーカル抜きのライヴ演奏となっております。このカセットには、余りに激しい演奏でベース弦が切れてしまい演奏が止まってしまったライヴも含まれていたと思います。「演奏できない、弦が無いもん」という、大里さんの声が入っていた様な、そんな記憶があります。

### その他
- 『ガセネタ』（1979年）
  - 吉祥寺マイナーで1979年2月1日に行われたとされるライブを収録した自主制作のデモテープ[58]。市販カセットテープ仕様。BOXセット未収録。
- 『タコ』（1983年）
  - 佐藤隆史主宰のピナコテカレコードから自主制作盤として発売されたTACOの1stアルバム。山崎春美、大里俊晴、坂本龍一、町田町蔵、遠藤ミチロウ、佐藤薫、ロリータ順子（篠崎順子）ら80年代サブカルチャーの重要人物が一堂に会し、自主制作盤としては破格のヒットを記録するが、町田町蔵がゲストヴォーカルを務める「きらら」という曲の歌詞に問題があり、差別表現をめぐって同和問題に発展したため発売中止になったのち自主回収された。ちなみにアルバム最後の曲にはガセネタの「宇宙人の春」（明治大学和泉校舎/1978年5月14日）のライブ音源がボーナス・トラックとして収録されており[59]、1993年にガセネタの1stアルバム『SOONER OR LATER』がリリースされるまでは、これがガセネタの唯一の音源であった。
- 『5・11とはなにか』（2025年）
  - 2025年5月11日に西荻窪FLATで行われた自主企画イベント「正しい傷つき/傷つけ方」における、computer fightとガセネタによる共演をノーカットで収録した全38曲入りのライブ・アルバム。13期メンバー[20]により演奏された「雨あがりのバラード」「父ちゃんのポーが聞こえる」「宇宙人の春」「社会復帰」以上4曲しかないガセネタのレパートリーを収録。同年6月6日、音楽販売プラットフォーム「Bandcamp」をはじめ、各種ストリーミングサービスにてリリースされた[60]。2025年現在、ストリーミング音楽配信サービスで聴取可能な唯一のガセネタ音源である。

## 書籍
- 大里俊晴『ガセネタの荒野』（1992年9月、洋泉社）ISBN 4896911083
1977-1979年を過剰と速度で駆け抜けた唯一無二のロック・バンド「ガセネタの荒野」。その結成から解散までの破天荒な音楽活動やバンド周辺の人間関係を実名で赤裸々に描写した自伝的青春小説にして著者唯一の書き下ろし単行本。1970年代後半のニュー・ウェイヴ黎明期を舞台に、東京の地下音楽シーン、特に吉祥寺マイナーなどの伝説的なライブハウスやイベント現場の内情、ロックとマイナー音楽を取り巻く混沌とした状況、特異な地下水脈と乱脈な人脈、当時の先鋭的なバンドをめぐる精神的傾倒を一人称形式で回想する[61]。企画・編集協力は、大里の旧友である丸宝行晴（1957年生 - 2024年没／元集英社『スーパーダッシュ文庫』編集長）が手がけた[36]。当時、大里はガセネタの記憶から逃れるようにフランス・パリへと逃避[注 5]していたが、それでも断ち切れなかった過去と決別するため、これまでの人間関係を断つ覚悟で本書の執筆に踏み切った[1][36]。大里にとって本書の出版は、生存をかけた最終手段であり、その切実な思いを丸宝相手に次のように語っている[36]。一生のお願いがある。何もいわずに、この原稿を本にしてくれ。頼む。一円の印税もお金も受け取る気はない。ただし、一文字も変えずに出版してくれ。それ以外はすべてまかせる。古本屋で百円で売っている本のようなものであってほしい。これを出さないと、俺はこれから生きていけないのだ。パリからも帰れないのだ。
諸般の事情で本書は長らく絶版になっていたが、2011年に10枚組BOX『ちらかしっぱなし-ガセネタ in the BOX』がディスクユニオンからリリースされるのにあわせて、1992年刊行の洋泉社版から写真・見出し・参考資料を削除した新装改訂版が山崎春美の題字で月曜社から復刊された。2017年1月には、渡邊未帆のあとがきを付記した英訳版『Gaseneta Wasteland』（加藤デビット・ホプキンズ訳）がPublic Bath Press社から刊行されている。

## メンバー変遷
フロントマンの山崎春美は「浜野純と大里俊晴がいなくてもガセネタですか」という質問に対して次のように答えている。
もちろん。価値があれば再生できる。ただ、一人でも欠けたら同じバンドではなくなる場合があって、それがガセネタの場合、浜野・大里・山崎になる。結局、変容した内容にふたたび魂を吹き込めるかどうかにかかる。
|      | 時期                   | Vocal             | Bass              | Guitar   | Drums | バンド名                                       | 備考 |
| 1期  | 1977.晩夏              | 山崎春美          | 大里俊晴          | 浜野純   | |                                                | 明治大学・現代の音楽ゼミナールでバンド結成。 |
| 2期  | 1978.01.22-            | 山崎春美          | 大里俊晴          | 浜野純   | 村田龍美 | ガセネタの荒野、かつお、て、こたつで吠えろなど | ライブデビュー。 この時期のライブは明治大学で行われた。 |
| 3期  | 1978.08.29-            | 山崎春美          | 大里俊晴          | 浜野純   | 高野勉 | ガセネタ                                       | この時期はスタジオ練習と新宿ライヒ館モレノでの単発ライブを行う。 |
| 4期  | 1978.09.09             | 山崎春美          | 大里俊晴          | 浜野純   | 佐藤隆史 | ガセネタの荒野                                 | 吉祥寺羅宇屋で単発ライブ。 |
| 5期  | 1978.09.24             | 山崎春美          | 大里俊晴          | 浜野純   | 乾純 | ガセネタ                                       | 乾純は一回のステージで脱退、後任は佐藤隆史。 |
| 6期  | 1978.10.07- 1979.03.30 | 山崎春美          | 大里俊晴          | 浜野純   | 佐藤隆史 | ガセネタ                                       | この時期のライブは、主に都内の学園祭や吉祥寺マイナーで開催されたシリーズコンサート「うごめく・気配・きず」で行われた。1979年3月30日解散。 |
| 7期  | 1985.01.20             | 山崎春美 町田町蔵 | 大里俊晴 南條麻人 | 成田宗弘 | 氏家悠路 | TACO                                           | TACO＋HIGH RISEがガセネタの楽曲を演奏。 |
| 8期  | 2015.11.17             | 山崎春美          | 松村正人          | 成田宗弘 | 乾純 | ガセネタ                                       | 新宿LOFTにて再結成、36年ぶりに活動を再開。 元ガセネタ、ザ・スターリンの乾純が再加入。 |
| 9期  | 2017.03.07-            | 山崎春美          | 田畑満            | 成田宗弘 | 乾純 | ガセネタ                                       | 元ボアダムスの田畑満が加入。 |
| 10期 | 2018.04.25- 2018.10.23 | 山崎春美          | 亀川千代          | 田畑満   | 乾純 | ガセネタ                                       | 元ゆらゆら帝国の亀川千代をメンバーに迎え再スタート。 |
| 11期 | 2018.11.17-            | 山崎春美          |                   |          | | ガセネタ                                       | 山崎以外全員脱退となる。 |
| 12期 | 2019.04.03             | 山崎春美          | 不破大輔          | 石塚俊明 | 東京・渋谷LOFT HEAVENで単発ライブ。原田依幸がサポートピアノを担当。セットリストは「父ちゃんのポーが聞こえる」のみ。 | ガセネタ                                       | |
| 13期 | 2025.05.11             | 山崎春美          | 田中喉笛          | 千川新   | 田辺/チャック | ガセネタ                                       | 約6年ぶりに「ガセネタ」名義でのライブが実現。東京・西荻窪FLATにて、computer fightとのツーマン形式の自主企画ライブ「正しい傷つき/傷つけ方」内にてガセネタの楽曲が演奏された。セットリストは「雨あがりのバラード」「父ちゃんのポーが聞こえる」「宇宙人の春」「社会復帰」の全4曲。 |

## 関連年表

ガセネタ結成のきっかけを作った明治大学・現代の音楽ゼミナール主宰者の園田佐登志（左）

- 1977年9月 - 園田佐登志主宰の明治大学・現代の音楽ゼミナールで山崎春美、浜野純、大里俊晴の3人によりバンド結成。
- 1978年3月7日 - 吉祥寺マイナー開店。
- 1978年1月、3月、5月に「こたつで吠えろ」のバンド名で演奏、4月に「ガセネタ」、5月に「て」として演奏、8月以降は「ガセネタ」（一度だけ「ガセネタの荒野」）として演奏を行なう[63]。
- 1978年12月12日 - 生前「このバンドの為なら何でもする」と語った間章が逝去。山崎春美、灰野敬二らが葬儀に出席。
- 1979年2月 - 吉祥寺マイナーで佐藤隆史＋工藤冬里の共催によるシリーズコンサート「うごめく・気配・きず」が4月初めまで毎週末に開催。灰野敬二、白石民夫、角谷美知夫、金子寿徳（英語版）らがイベントに出演し、ガセネタも連日のように出演する[39]。
- 1979年3月 - 高杉弾＋山崎春美編集の伝説的自販機本『Jam』（エルシー企画）が創刊。山崎の依頼で大里俊晴は音楽コラム「役立たずの彼方に」を、佐藤隆史は「マイナー通信」を連載する。
- 1979年3月24日 - 「関西NO WAVE」東京ツアー（24日～29日）のために上京していたINU（町田町蔵）とウルトラ・ビデ（JOJO広重）が「うごめく・気配・きず」にゲスト出演[26][39][64][65]。ガセネタと対バンを果たす。
- 1979年3月25日 - INUが「父ちゃんのポーが聞こえる」のカバー曲「ガセネタ」を渋谷・屋根裏のライブで演奏する（この音源は、後にINUの2ndアルバム『牛若丸なめとったらどついたるぞ!』に収録された）。
- 1979年3月30日 - この日の「うごめく・気配・きず」をもってガセネタ解散。浜野は最後に「ええと、ガセネタは今日限りで解散しました」とだけ語った[1]。最終曲は「父ちゃんのポーが聞こえる」[16]。その後、浜野純は不失者にベースとして参加する。
- 1979年4月 - 高杉弾がボブ・マーリーと邂逅する[66]。
- 1979年10月14日 - 吉祥寺マイナーで佐藤隆史＋白石民夫の共催による「剰余価値分解工場」が始動。同イベントは1979年7月5日、8月19日、9月2日、10月14日、12月2日、翌1980年1月6日、2月3日、3月2日、4月6日、5月4日、5月18日、6月1日、8月17日、9月14日に吉祥寺マイナーで催されたほか、ナイロン100%（1980年4月20日）や法政大学学生会館ホール棟11号室（1980年12月13日）でも行われた。
- 1980年頃 - 山崎春美を中心に不定形ユニット「TACO」（タコ）が結成。
- 1980年6月、7月、12月に山崎春美が「タコ」のバンド名で演奏。5月に「イヤミ」、9月に「山崎春美としびれくらげ」、11月に「シビレクラゲ」として演奏を行なう。
- 1980年4月 - ニューウェーブ雑誌『HEAVEN』（アリス出版→群雄社出版）創刊。引き続き高杉弾と山崎春美が編集にかかわる。
- 1980年2月6日 - 吉祥寺マイナーで佐藤隆史＋白石民夫の共催による「愛欲人民十時劇場」（通称：十時劇場）が始動[注 11]。
- 1980年6月6日 - 『HEAVEN』創刊記念オールナイトイベント「天国注射の夜」Vol.1が新宿アシベ会館で開催。飛び入りで出演（乱入）した江戸アケミがステージ上で自分の額をナイフで切りつけるパフォーマンスを行い、救急車で運ばれる。
- 1980年9月 - 山崎春美のエッセイ「吉祥寺・マイナーのはみ出し者たち―アンダー・グラウンド・ロック現場報告」が『宝島』10月号に掲載（山崎春美著『天國のをりものが』に再録）。
- 1980年9月28日 - 吉祥寺マイナー「愛欲人民十時劇場―九月毎夜うごめくマイナーの気配、そして傷。」最終日[68][69]。最後の出演者は山崎春美（遅刻）。同日、吉祥寺マイナー閉店。「そして、この企画の実現を待たず、9月28日にマイナーは突然ぶっつぶれませり。合掌。」（『宝島』10月号柱）
- 1980年10月 - 『HEAVEN』6号の「ディミニッシュ通信」No.2にて佐藤隆史が吉祥寺マイナーの閉店とピナコテカレコードの発足を報告。
- 1980年11月21日 - 新宿アシベ会館で「天国注射の夜」Vol.2が開催。
- 1980年12月 - ピナコテカレコードからオムニバスアルバム『愛欲人民十時劇場』発売。山崎春美、大里俊晴、美沢真之助、山内正文、松本順正、高橋文子、ニシャコフスキーが「山崎春美グループ」名義で参加。特典付録はアルミ箔に包んだ人間の大便。
- 1981年3月 - 群雄社ショック。明石賢生の逮捕を受けて『HEAVEN』廃刊。
- 1981年3月1日 - INUの1stアルバム『メシ喰うな!』がジャパンレコーズよりリリース。
- 1981年8月15日 - 自販機雑誌『HEAVEN』&「HAVANA MOON」共催によるアンダーグラウンド・ロックイベント「天国注射の昼」Vol.3が日比谷野外音楽堂で開催[70]。
- 1981年9月 - ピナコテカレコードから灰野敬二の1stアルバム『わたしだけ?』発売。
- 1982年9月1日 - 山崎春美が「自殺未遂ギグ」をplan-Bで挙行。出刃包丁で身体中を切り刻み、そのまま救急車で運ばれる。ドクターストップ役は当時東京医科大学の学生だった精神科医の香山リカが務めた。後に観客のいとうせいこうから「時間の無駄」と酷評される[71]。
- 1983年1月 - ピナコテカレコードからTACOの1stアルバム『タコ』発売。同作は3000枚までプレスされ、当時の自主制作としては異例の売り上げを記録するが、収録曲中の「きらら」「赤い旅団」の歌詞（作詞は山崎春美）に部落差別と障害者差別にあたる表現があるとの指摘を受け、佐藤隆史の判断で販売停止・自主回収となる。後に佐藤は部落解放同盟や障害者団体とのやり取りをピナコテカレコードのフリーペーパー『アマルガム』や、その拡大版『インディペンデント・ジャーナル』に一方的な謝罪ではなく新たな議論を呼びかける形で公表した[72][73]。
- 1983年8月21日・9月17日 - 日比谷野外音楽堂で「天国注射の昼」Vol.4とVol.5が開催。
- 1983年10月 - ピナコテカレコードが活動終結を宣言[74]。山崎春美編集の雑誌内雑誌『HEAVEN』終刊。
- 1984年 - この年、TACOが事実上の解散。山崎春美が事実上の絶筆。
- 1984年 - TACOの2ndアルバム『セカンド』が北村昌士の主宰するイースタン・ワークス・ディストリピューションから発売。1982年11月22日に法政大学学生会館で行われたライブを収録した作品で、ステージに立ったのは山崎春美（Vo）、大里俊晴（Gt）、佐藤薫（Dr）、野々村文宏（P）の4人。
- 1984年1月21日 - 東映ビデオからV.A.『天国注射の昼』（Live at 日比谷野外音楽堂 1983.08.21 & 09.17）発売。
- 1985年1月20日 - 原宿クロコダイルでTACO（山崎春美＋町田町蔵＋大里俊晴）とHIGH RISE（南條麻人＋成田宗弘＋氏家悠路）が「宇宙人の春」「雨上がりのバラード」「社会復帰」「父ちゃんのポーが聞こえる」を演奏[75]。
- 1987年7月1日 - 元TACO&だめなあたしのロリータ順子（篠崎順子）が他界。
- 1992年9月 - 大里俊晴によるガセネタの伝記的小説『ガセネタの荒野』が洋泉社から出版。
- 1993年末 - 1978年春に明治大学で録音された音源をもとにガセネタの1stアルバム『SOONER OR LATER』がPSFレコードからリリース。当初は1991年8月発売予定だったが、後に1993年春発売予定になり、さらにその予定から半年以上遅れてのリリースとなった[76]。
- 1994年3月 - 北村昌士のSSEレーベルから、TACOの2枚のアルバムがカップリングでCD『タコ大全』としてリリースされる。しかし、町田町蔵がゲストヴォーカルを務める曲「きらら」は差別用語に自主規制音が入り、また宮沢正一や遠藤ミチロウが参加した「赤い旅団」に至っては同じく自主規制として一切の情報が記載されないなど内容の不備があり、作品自体も山崎の許可を得ずにプレスされた海賊盤であった。
- 1995年 - 山崎春美と北村昌士らによってTACO再結成（のち解散）。
- 1996年12月 - 太田出版発行『Quick Japan』11号にて「山崎春美という伝説」特集。
- 1998年5月 - 元TACOの隅田川乱一（美沢真之助）が他界。
- 2008年12月6日 - 元TACOの山本土壺（山本勝之）が他界。
- 2009年2月20日 - 吉祥寺マイナー周辺のミュージシャンの秘蔵音源を集めた園田佐登志編集のコンピレーション・アルバム『すべてはもえるなつくさのむこうで─Early Works of Satoshi Sonoda 1977→1978 Memories of Yasushi Ozawa』がPSFレコードからリリース。
- 2009年11月17日 - ガセネタのベーシストであった大里俊晴が他界。
- 2011年3月 - 『タコ』『セカンド』がCDで公式に再発売。
- 2011年7月20日 - ガセネタ10枚組BOX『ちらかしっぱなし-ガセネタ in the BOX』が山崎春美と佐藤薫の監修のもとディスクユニオンからリリース。また長らく絶版だった大里俊晴著『ガセネタの荒野』が月曜社から復刊された。
- 2011年10月5日 - ガセネタの既発音源を再編集したアルバム『グレイティスト・ヒッツ』がディスクユニオンから発売。
- 2011年11月23日 - 大里俊晴BOX『タカラネタンチョトタカイネ』がディスクユニオンから発売。吉祥寺マイナーのイベント「剰余価値分解工場」「愛欲人民十時劇場」での即興演奏などを収録したCD5枚に加え、最後のソロ演奏を収録したDVD『間章に捧げる即興演奏』（2008年6月）を同梱。特別付録として「1978〜1980 吉祥寺マイナー界隈ファミリーツリー」付き[注 12]。
- 2012年8月8日 - 初期TACOのサウンド面で大きな役割を果たした白石民夫をフィーチャーした4枚組BOX『タコBOX Vol.1 甘ちゃん』がディスクユニオンからリリース。当初は8枚組・税込8,400円で2012年3月21日に発売予定だったが、度重なる仕様変更と発売延期を経て、最終的に4枚組・税込5,775円でリリースされた。なお製造上の不備により3枚目と4枚目の収録内容が入れ替わっており、CD-3には「DISC4」、CD-4には「DISC3」と誤表記されている。
- 2012年8月11日 - 千葉・幕張メッセで行われたDOMMUNE主催のイベント「FREEDOMMUNE 0＜ZERO＞ A NEW ZERO」に新生TACOが出演。山崎春美、EP-4の佐藤薫、非常階段のJOJO広重の3人編成に、鎖帷子レイコ（Vo）、藤井海彦（Gt）、多門伸（Dr）、まんぷく丸＝辻元辰也（b）の4人が加わり、TACOとガセネタの楽曲（「仏の顔は今日も三度までだった」「社会復帰」「宇宙人の春」「嘔吐中枢は世界の源」「な・い・し・ょのエンペラーマジック」「雨上がりのバラード」「父ちゃんのポーが聞こえる」）を演奏した。
- 2015年11月17日 - 東京・新宿LOFTで大里俊晴の7回忌ライブ「SHINDACO～死んだ子の齢だけは数えておかねばならない」開催。この日、バンド編成で36年ぶりにガセネタが再結成。ロリータ順子のパートは彼女と交遊があった戸川純が歌った。
- 2015年11月25日 - 山崎春美と佐藤薫を中心とした1982年末以降の後期TACOの未発表音源をまとめた4枚組BOX『タコBOX Vol.2「8ナンバー」』が両者の監修のもとディスクユニオンからリリース。『セカンド』に収められたオリジナル音源に加えて、1983年8月21日の日比谷野音ライブ「天国注射の昼」から9曲を収録。
- 2016年9月 - 吉祥寺マイナー周辺を取り上げた単行本『地下音楽への招待』がロフトブックスから発売。
- 2018年4月25日 - 東京・新宿LOFTでワンマンライブ「ガセネタだけ（他なし）2018」開催。
- 2018年10月21日 - 東高円寺 U.F.O. CLUBでアルバム先行発売ライブ「この世は もうじき おしまいだ オレたちゃ毎晩お祭りだ」を開催。同日、阿木譲逝去。
- 2018年10月23日 - ガセネタ再解散[18]。
- 2018年11月17日 - 新録アルバム『GASENETA LIVE 2018.04.25』発売。ガセネタ結成40周年&大里俊晴没後9周年記念「ガセネタ徹底解析」トーク＆レコード鑑賞がROCK CAFE LOFT is your roomで開催[77]。山崎春美が「ガセネタ」として単独出演。
- 2019年4月3日 - 東京・渋谷LOFT HEAVENで単発ライブ。ギターの代わりにコントラバスとピアノが追加され、演奏形態がフリー・ジャズとなる。セットリストは「父ちゃんのポーが聞こえる」のみ。アンコールでは「宇宙人の春」が演奏された。
- 2023年10月26日 - 東京・下北沢CLUB Queで行われたライブイベント「In Case vol.13」にて、computer fight＋山崎春美が「社会復帰」と「父ちゃんのポーが聞こえる」の2曲を演奏[78]。
- 2023年12月24日 - 東京・西荻窪FLATで行われた、computer fightとTACOによるツーマン自主企画ライブ「終わりなき日常を生きろ」にて、computer fight＋山崎春美が「社会復帰」を演奏[79][80]。
- 2025年5月11日 - 約6年ぶりに「ガセネタ」名義でのライブが実現[20]。西荻窪FLATにて、computer fightとガセネタによるツーマン形式の自主企画ライブ「正しい傷つき/傷つけ方」内にてガセネタの楽曲が演奏された[8][81]。13期ガセネタは、山崎春美（Vo）を中心に、千川新（Gt）、田中喉笛（Ba）、畠山（Vo, Tp）というcomputer fightの3名に、田辺/チャック（Dr）を加えた5人編成。セットリストは「雨あがりのバラード」「父ちゃんのポーが聞こえる」「宇宙人の春」「社会復帰」の全4曲。

## 評価・分析
ガセネタは、1970年代末の東京アンダーグラウンド・シーンに登場した、日本における最も初期のハードロック・バンドの一つである。その即興性と破滅的な演奏スタイルから、以降のハードコア・パンクに先行するような、高速でソリッドな演奏スタイルを特徴としているが、吉祥寺マイナー周辺を取り上げた書籍『地下音楽への招待』（ロフトブックス）著者の剛田武は「ガセネタの音楽は“パンクよりも自由な世界へ”という『地下音楽への招待』のキャッチコピーがそのまま当てはまる」と述べ、当時のパンクとは異なる独自の次元を目指していたと評している。剛田いわく、ガセネタの演奏は「不失者や光束夜など同時代の地下音楽バンドと比べても、ひときわ性急なスピード感があり、いわゆる＜パンク＞に通じるが、凡百のパンクスを蹴散らす過剰な音数は、まったく異なる次元を指向していた」とし、吉祥寺マイナーのシリーズコンサート「うごめく・気配・きず」のマニフェスト「東京のパンクロックはその99%がニセ物だ」を、最も饒舌に体現していたのがガセネタであると評価している。
- 大里俊晴は、ガセネタのレパートリーがわずか4曲であった点に触れ、「僕らの演奏にはエンディングしかなかった」「僕らは、いつまでも終わり続けていた」と自著『ガセネタの荒野』で述べている[49]。この「終わり続ける」演奏という認識は、音楽を「反復＝再現可能性」から解放しようとする姿勢の表れであり、曲の冒頭から終末へと収束するのではなく、開始と同時に崩壊が始まるという独自の構造意識に基づいていた[49]。大里はこうした演奏スタイルを、従来のロックやパンクの枠組みを超えた表現だったと自己分析している。
- 山崎春美もまた「ステージへ立つ度毎に罵声とゴミクズと嘲笑がとんでくるのは毎回のおきまりごと。演奏がはじまるともう何もわからなくなる。それはもう歌じゃない、音楽じゃない、ましてやメロディーや言葉やリズムなんかじゃない……」として従来のロックの枠を逸脱したステージだったと述懐している[84]。
- 近藤康太郎は1stアルバム『SOONER OR LATER』について「重い8ビート、何もかもぶっ壊すスピードギター、情念ドロドロのボーカル。録音状態は極めてショボいが、気にならない。音の塊が耳をこじあけ、ズカズカと押し入ってくる」と評した[53]。
- 音楽評論家・ライターの土佐有明は、ガセネタの音楽について、従来のロックやパンクというよりも、むしろフリー・ジャズに通じる混沌を内包していると評価している。特に、和声進行をはじめとする既成のジャズ様式を解体したことで知られるオーネット・コールマンとの類似性に言及し、彼の音楽が内面の情動を爆発的に表現した“ブルース”でもあった点を踏まえ、ガセネタの音楽にも同様の性質が見られるとしている。土佐によれば、濃密な想念が無意識のうちに既存の様式を超え、最終的に形式そのものの解体に至る過程は、1stアルバム『SOONER OR LATER』にも明確に表れているという。形式上は3コードと8ビートという伝統的なパンクに則っているものの、「実体を持たない個人の過剰な想い」がそこに宿っており、その内的衝動が空気の振動を通じてリスナーに直接伝わってくると述べている[85]。
- 伝説的自販機本『Jam』『HEAVEN』のブレーンにして思想的中心者であった、元TACOの隅田川乱一（美沢真之助）は、初期の録音について「音がハジケていて、とても開放感を感じましたね。僕が一番好きなパンクロック・バンドです」と語り[86]、ジミ・ヘンドリックスやシャーマニズム的次元との親和性を指摘している[87]。
- ガセネタを目撃した倉敷芸術科学大学生命科学部教授の坂口卓也は「まるでマルコム・ムーニーが居た頃のカンと、リー・ステファン在籍時のブルー・チアーが合体し発情したが如き演奏」と評し、その加速度の代償として「10分の演奏でギタリストの両手が血ダルマになる」「8分でベース弦の殆どが切れる」という肉体的極限性を強調している[10]。
- 写真家の地引雄一は「ガセネタって一見パンクなんだけど、もの凄くピュアな“ロックそのもの”って感じがする」と述べ、「若さゆえに出せる純粋さと挑戦的かつ尖った姿勢」が伝説性の背景にあると指摘している[88]。
- ラッパーのECDは、明治大学和泉校舎で目撃したガセネタのライブについて「浜野のギターのボディーには弦で指を切ったのだろう、飛び散った血で赤く染まっていた」と回想しており、SSやフリクションのライブと並んで決定的な影響を受けたと述べている。翌日、ECDは山崎春美に連絡を取り、演奏の録音テープの有無を尋ね、一本のカセットテープを借り受けた[注 13]。彼はそのテープを「伸びてしまわないか」と心配になるほど繰り返し聴いたという。その理由について「SSはまだ音源化されていなかったし、日本のパンクで他に聞くべきものがあるとも思えなかった」と語っている[27]。
- ウルトラ・ビデとしてガセネタと対バンしたことがある非常階段のJOJO広重は、同バンドについて「とんでもない疾走感を持ったバンド」[55]「一言で言えば、この世の終わりのようなムチャクチャなバンド」[55]「とにかくなにもかもがグッシャグシャで、ものすごいスピードで駆け抜けていった、ロックとパンクとサイケと現代音楽と文学もゴミもアクタも混濁の極みにして、つまりは最高で最低の音楽を演奏していたバンド」[26]と評している。また「ベースやドラムが楽曲らしきコードとリズムをキープしているからロックバンド然とはしているが、訳の分からない歌詞を叫びまくる山崎と、血まみれギターの浜野の二人はもう常人ではなかった」と述べ、特にギタリスト・浜野純については「あっという間に両手が血で染まっていくほどに無茶苦茶にギターをかきむしる浜野のギターに圧倒された」「まるで殺人鬼のような、そんな殺気に満ちていたのを覚えている。ギタリストの顔じゃない、これはキチガイの顔だ」と述懐しており、その破滅的な演奏スタイルと狂人じみたパフォーマンスから「こいつらはあの時代の最先端であり、最も異端であったし、最高に訳がわからないヤツラだった」と強く印象づけている[26]。
- F.M.N. Sound Factory主宰者の石橋正二郎は、浜野の演奏について「なにか『全て』を獲得しようとしていると思った。多分その獲得しようとしている『全て』は弾いている本人にもわからないだろう。／でもその『全て』を獲得するためにのたうち回ってる」「負け戦と分かってるのに、しかも何が戦かも分からないのに、目指しているモノが何なのか分からないはずなのに、指先から血を吹き出しながら演奏し続けていたギタリストのその音は、とんでもなく『せっぱ詰まった』ものだった。後にも先にもあんなギターは聴いたことがない」とその衝撃を語っている[89]。
- 音楽評論家の中山義雄は、山口冨士夫や裸のラリーズに求められる「肉体の軋み」をそのまま音像化したロックとして、ガセネタを「日本のロック永遠の課題の模範解答」と高く評価した[25]。
- 元雑誌フリーライターのアエリエルは、ガセネタを日本の初期パンクと重ねながらも「本人たちはハード・ロックの即興演奏バンドという意識こそあれ、パンク・ムーヴメントと関連づけられるのを意図的に避けていた」とし、むしろ「ダダイズム的な即興演奏系ハード・ロックの極限化であり、発想はアート・ロックの系譜にある」と指摘している[90]。
- 集団即興演奏グループ「第五列」の中心人物であるONNYKこと金野吉晃は、ガセネタの音楽性について「パンクというにはあまりにもノイジー、ノイズというにはあまりもロックだった」と形容している。またメンバーのキャリアにも触れ、小学生時代からキャプテン・ビーフハートを聴いていた浜野純、後にパリ留学して音楽学者となった大里俊晴、音楽雑誌『ロック・マガジン』で特異な文筆活動を展開していた山崎春美、ジャズピアノを志しながらドラマーとして参加した佐藤隆史など異色な経歴を持つ面々によってバンドが成立していたことを指摘している[91]。
- 園田佐登志は、浜野純のギター・サウンドについて「あれは技術だと思う。完成されてる部分があって、あいつしか弾けないようなギターだった」と評し、そのメタリックな音色を高く評価している。一方で山崎春美の言葉をまき散らすような歌い方については、フランス文学の影響が感じられると述べ、「歌がうまいとかじゃない」「言葉は面白かった」と語っている。またメンバー3人（山崎・浜野・大里）は、いずれも現代文学や現代思想を含む多様な関心を日常的に持っており、それらが音楽活動の中で混成的に作用していたとする一方で「曲自体はワン・コードやスリー・コードの繰り返し」であり、「ある意味では陳腐」とも述べているが、山崎の言葉、浜野のギター、大里の安定したベースにより、ガセネタは特別なバンドであったと総括している[92]。
- 工藤冬里は『ガセネタの荒野』の書評で「ガセネタは荒野でもなんでもなかった。結局、残っているのは浜野のギターの一瞬だけだし、それは懺悔でも加速でもない、ただの歌だった」と、バンド「ガセネタ」を結論づけた[32]。

このようにガセネタは、ジャンルに回収されることを拒む極端なパフォーマンスと音響で、1970年代末の日本アンダーグラウンド・シーンにおいて異彩を放った。日本のロック史においても、極めて特異な位置を占めるバンドである。

### 関連文献
- 山崎春美（無記名）「TOKYO PUNK SCENE SCRAP」『Jam』創刊号（1979年3月） - 不失者、ガセネタ、FRICTION、LIZARD、SPEEDなど吉祥寺マイナーや東京ロッカーズ系のバンドに加え、INU、アーント・サリー、ULTRA BIDE、SSといった関西NO WAVE系バンドも含めた当時のインディーズ・シーンが網羅的に紹介されている。
- 佐藤隆史編『アマルガム』（1978年11月～1983年11月／全13号） - 吉祥寺マイナー（後にピナコテカレコード）発行のフリーペーパー。創刊号にガセネタ（山崎春美）が紹介文を寄稿している。
- 坂口卓也「伝達から可塑性誘発へ─『うごめく 気配 傷』の機能音楽屋達─」『ロック・マガジン』23号（1979年5月） - 吉祥寺マイナーで開催されたシリーズコンサート「うごめく・気配・きず」に出演した7バンド（TOKYO、不失者、ガセネタ、WORST NOISE、黒涯蒼、ODD-JOHN、火地風水）が紹介されている。なお、この記事が出た時点でガセネタはすでに解散していた。
- 佐藤隆史「マイナー通信」 - 高杉弾編集の伝説的自販機本『Jam』6号（1979年8月）～『HEAVEN』4号（1980年8月）まで連載された吉祥寺マイナー店主・佐藤隆史によるコラム。同コラムでは謎多きマイナーに関する詳細かつ瑣末な情報が掲載されている。その後、マイナー閉店（1980年9月28日）に伴い「ディミニッシュ通信」と改題して『HEAVEN』5～8号（1980年11月～1981年2月）まで連載された。